# Atletiek op de Olympische Zomerspelen 2008 - 800 meter mannen
De 800 m voor mannen op de Olympische Spelen van 2008 in Peking vond plaats op 20-23 augustus in het Nationale Stadion van Peking.

## Kwalificatie
Elk Nationaal Olympisch Comité mocht drie atleten afvaardigen die in de kwalificatieperiode (1 januari 2007 tot 23 juli 2008) aan de A-limiet voldeden (1.46,00). Een NOC mocht een atleet afvaardigen, die in dezelfde kwalificatieperiode aan de B-limiet voldeed (1.47,00).

## Programma
| Ronde         | Datum                 | Tijd (lokaal) | Tijd (NL) |
| ------------- | --------------------- | ------------- | --------- |
| Series        | woensdag 20 augustus  | 19:00         | 13:00     |
| Halve finales | donderdag 17 augustus | 19:50         | 13:50     |
| Finale        | zaterdag 23 augustus  | 19:30         | 13:30     |

## Medailles
| Goud           | Goud | Zilver              | Zilver | Brons       | Brons |
| -------------- | ---- | ------------------- | ------ | ----------- | ----- |
| Wilfred Bungei | KEN  | Ismail Ahmed Ismail | SUD    | Alfred Yego | KEN   |

## Records
Voor dit onderdeel waren het wereldrecord en olympisch record als volgt.
| Wereldrecord     | 1.41,11 | Wilson Kipketer | DEN | Keulen  | 24 augustus 1997 |
| Olympisch record | 1.42,58 | Vebjørn Rodal   | NOR | Atlanta | 31 juli 1996     |

## Uitslagen
De volgende afkortingen worden gebruikt:
- Q Gekwalificeerd op basis van finishpositie
- q Gekwalificeerd op basis van finishtijd
- DNS Niet gestart
- DNF Niet aangekomen
- DSQ Gediskwalificeerd
- PB Persoonlijke besttijd
- SB Beste seizoensprestatie
- NR Nationaal record
- CR Continentaal record
- OR Olympisch record
- WR Wereldrecord

### Series
Heat 1
| Rang | Baan | Atleet                | Land | Tijd    | Extra |
| ---- | ---- | --------------------- | ---- | ------- | ----- |
| 1    | 6    | Wilfred Bungei        | KEN  | 1.44,90 | Q, SB |
| 2    | 3    | Joeri Borzakovski     | RUS  | 1.45,15 | Q     |
| 3    | 4    | Nadjim Manseur        | ALG  | 1.45,62 | q     |
| 4    | 5    | Fabiano Peçanha       | BRA  | 1.46,54 | q     |
| 5    | 2    | Thomas Chamney        | IRL  | 1.47,66 |       |
| 6    | 7    | Lachlan Renshaw       | AUS  | 1.49,19 |       |
| 7    | 8    | Ehsan Mohajer Shojaei | IRI  | 1.49,25 |       |

Heat 2
| Rang | Baan | Atleet            | Land | Tijd    | Extra |
| ---- | ---- | ----------------- | ---- | ------- | ----- |
| 1    | 2    | Abubaker Kaki     | SUD  | 1.46,98 | Q     |
| 2    | 6    | Mohammed Al-Salhi | KSA  | 1.47,02 | Q     |
| 3    | 4    | Dmitriy Bogdanov  | RUS  | 1.47,49 |       |
| 4    | 7    | Onalenna Baloyi   | BOT  | 1.47,89 |       |
| 5    | 5    | Jozef Repcìk      | SVK  | 1.48,64 |       |
| 6    | 8    | Leonardo Price    | ARG  | 1.49,39 |       |
|      | 3    | Antar Zerguelaine | ALG  |         | DNS   |

Heat 3
| Rang | Baan | Atleet            | Land | Tijd    | Extra |
| ---- | ---- | ----------------- | ---- | ------- | ----- |
| 1    | 2    | Michael Rimmer    | GBR  | 1.47,61 | Q     |
| 2    | 7    | Mbulaeni Mulaudzi | RSA  | 1.47,64 | Q     |
| 3    | 8    | Pawel Czapiewski  | POL  | 1.47,66 |       |
| 4    | 3    | Miguel Quesada    | ESP  | 1.48,06 |       |
| 5    | 6    | Xiangyu Li        | CHN  | 1.48,44 |       |
| 6    | 4    | Vitalij Kozlov    | LTU  | 1.48,96 |       |
| 7    | 5    | Samwel Mwera      | TAN  | 1.50,67 |       |
|      | 9    | Nick Willis       | NZL  |         | DNS   |

Heat 4
| Rang | Baan | Atleet               | Land | Tijd    | Extra |
| ---- | ---- | -------------------- | ---- | ------- | ----- |
| 1    | 6    | Nick Symmonds        | USA  | 1.46,01 | Q     |
| 2    | 8    | Alfred Yego          | KEN  | 1.46,04 | Q     |
| 3    | 9    | Antonio Manuel Reina | ESP  | 1.46,30 | q     |
| 4    | 5    | Andy González        | CUB  | 1.46,59 |       |
| 5    | 4    | Mouhssin Chehibi     | MAR  | 1.46,75 |       |
| 6    | 7    | Eduard Villanueva    | VEN  | 1.47,64 |       |
| 7    | 3    | Dinh Cong Nguyen     | VIE  | 1.52,06 |       |
| 8    | 2    | Derek Mandell        | GUM  | 1.57,48 | PB    |

Heat 5
| Rang | Baan | Atleet                 | Land | Tijd    | Extra |
| ---- | ---- | ---------------------- | ---- | ------- | ----- |
| 1    | 4    | Manuel Olmedo          | ESP  | 1.45,78 | Q     |
| 2    | 5    | Ismail Ahmed Ismail    | SUD  | 1.45,87 | Q     |
| 3    | 8    | Gary Reed              | CAN  | 1.46,02 | q     |
| 4    | 7    | Dmitrijs Milkevicsc    | LAT  | 1.47,12 |       |
| 5    | 2    | Samson Ngoepe          | RSA  | 1.47,42 |       |
| 6    | 3    | Aunese Curreen         | SAM  | 1.47,45 | NR    |
| 7    | 6    | Souleymane Ould Chebal | MTN  | 1.57,43 |       |
|      | 9    | Oleg Juravlyov         | UZB  |         | DNS   |

Heat 6
| Rang | Baan | Atleet                   | Land | Tijd    | Extra |
| ---- | ---- | ------------------------ | ---- | ------- | ----- |
| 1    | 8    | Amine Laalou             | MAR  | 1.47,86 | Q     |
| 2    | 5    | Abraham Chepkirwok       | UGA  | 1.47,93 | Q     |
| 3    | 7    | Jakub Holuša             | CZE  | 1.48,19 |       |
| 4    | 3    | Christian Smith          | USA  | 1.48,20 |       |
| 5    | 9    | Kleberson Davide         | BRA  | 1.48,53 |       |
| 6    | 4    | Achraf Tadili            | CAN  | 1.48,87 |       |
| 7    | 6    | Fadrique Iglesias        | BOL  | 1.50,57 |       |
| 8    | 2    | Mohammed Ahmed Al-Yafaee | UZB  | 1.54,82 |       |

Heat 7
| Rang | Baan | Atleet            | Land | Tijd    | Extra |
| ---- | ---- | ----------------- | ---- | ------- | ----- |
| 1    | 3    | Mohammad Al-Azemi | KUW  | 1.46,94 | Q     |
| 2    | 8    | Yusuf Saad Kamel  | BRN  | 1.46,94 | Q     |
| 3    | 5    | Robert Lathouwers | NED  | 1.46,94 |       |
| 4    | 2    | Andrew Wheating   | USA  | 1.47,05 |       |
| 5    | 7    | Abdoulaye Wagne   | SEN  | 1.47,50 |       |
| 6    | 4    | Aldwyn Sappleton  | JAM  | 1.48,19 |       |
| 7    | 6    | Sergey Pakura     | KGZ  | 1.50,54 |       |

Heat 8
| Rang | Baan | Atleet               | Land | Tijd    | Extra |
| ---- | ---- | -------------------- | ---- | ------- | ----- |
| 1    | 5    | Yeimer López         | CUB  | 1.45,66 | Q     |
| 2    | 6    | Boaz Kiplagat Lalang | KEN  | 1.45,72 | Q     |
| 3    | 4    | Nabil Madi           | ALG  | 1.45,75 | q     |
| 4    | 2    | Marcin Lewandowski   | POL  | 1.45,89 | q, SB |
| 5    | 3    | Belal Mansoor Ali    | BRN  | 1.45,95 | q, SB |
| 6    | 7    | Sajad Moradi         | IRI  | 1.46,10 | q     |
| 7    | 8    | Yassine Bensghir     | MAR  | 1.46,88 |       |
| 8    | 9    | Mikko Lahtio         | FIN  | 1.47,20 |       |

### Halve finales
Heat 1
| Rang | Baan | Atleet             | Land | Tijd    | Extra |
| ---- | ---- | ------------------ | ---- | ------- | ----- |
| 1    | 8    | Wilfred Bungei     | KEN  | 1.43,23 | Q     |
| 2    | 5    | Yeimer Lopez       | CUB  | 1.46,40 | Q     |
| 3    | 7    | Yuriy Borzakovskiy | RUS  | 1.46,53 |       |
| 4    | 4    | Amin Laalou        | MAR  | 1.46,74 |       |
| 5    | 6    | Nick Symmonds      | USA  | 1.46,96 |       |
| 6    | 9    | Mohammed Al-Salhi  | KSA  | 1.47,14 |       |
| 7    | 2    | Marcin Lewandowski | POL  | 1.47,24 |       |
| 8    | 3    | Mohammed Al-Azemi  | KUW  | 1.47,65 |       |

Heat 2
| Rang | Baan | Atleet               | Land | Tijd    | Extra |
| ---- | ---- | -------------------- | ---- | ------- | ----- |
| 1    | 5    | Alfred Kiwa Yego     | KEN  | 1.44,73 | Q     |
| 2    | 6    | Ismail Ahmed Ismail  | SUD  | 1.44,91 | Q     |
| 3    | 4    | Yusuf Saad Kamel     | BRN  | 1.44,95 | q     |
| 4    | 9    | Nadjim Manseur       | BOT  | 1.45,54 | q     |
| 5    | 8    | Sajad Moradi         | IRI  | 1.46,08 |       |
| 6    | 4    | Mbulaeni Mulaudzi    | ALG  | 1.46,24 |       |
| 7    | 2    | Antonio Manuel Reina | ESP  | 1.46,40 |       |
| 8    | 3    | Fabiano Pecanha      | BRA  | 1.47,07 |       |

Heat 3
| Rang | Baan | Atleet               | Land | Tijd    | Extra |
| ---- | ---- | -------------------- | ---- | ------- | ----- |
| 1    | 2    | Nabil Madi           | ALG  | 1.45,63 | Q     |
| 2    | 4    | Gary Reed            | CAN  | 1.45,85 | Q     |
| 3    | 5    | Boaz Kiplagat Lalang | KEN  | 1.45,87 |       |
| 4    | 9    | Manuel Olmedo        | ESP  | 1.45,91 |       |
| 5    | 3    | Belal Mansoor Ai     | BRN  | 1.46,37 |       |
| 6    | 8    | Michael Rimmer       | GBR  | 1.48,07 |       |
| 7    | 7    | Abraham Chepkirwok   | UGA  | 1.49,16 |       |
| 8    | 6    | Abubaker Kaki        | SUD  | 1.49,19 |       |

### Finale
| Rang | Baan | Naam                | Land | Resultaat | Extra |
| ---- | ---- | ------------------- | ---- | --------- | ----- |
|      | 3    | Wilfred Bungei      | KEN  | 1.44,65   | SB    |
|      | 8    | Ismail Ahmed Ismail | SUD  | 1.44,70   |       |
|      | 5    | Alfred Yego         | KEN  | 1.44,82   |       |
| 4    | 6    | Gary Reed           | CAN  | 1.44,94   |       |
| 5    | 4    | Yusuuf Saad Kamel   | BRN  | 1.44,95   |       |
| 6    | 7    | Yeimer Lopez        | CUB  | 1.45,88   |       |
| 7    | 2    | Nabil Madi          | ALG  | 1.45,96   |       |
| 8    | 9    | Nadjim Manseur      | ALG  | 1.47,19   |       |